# Un abito da sposa macchiato di sangue
Un abito da sposa macchiato di sangue (La novia ensangrentada) è un film horror del 1972 diretto da Vicente Aranda.

## Trama
Susan, una giovane donna appena sposata, è perseguitata dalle visioni di Mircalla Karnstein, una sposa plurisecolare che ha assassinato suo marito la notte delle nozze.

## Produzione
Le riprese avvennero in Galizia (Spagna), presso Pontevedra, Isla de La Toja (Pontevedra) e Santiago di Compostela (La Coruña).
Il film è basato sulla prima novella gotica vampirica "Carmilla", scritta da Sheridan Le Fanu (1814-1873), pubblicata nel 1871, e che ispirò anche altri film come Vampyr - Il vampiro (1932, diretto da Carl Theodor Dreyer), Il sangue e la rosa (1960, diretto da Roger Vadim) e Vampiri amanti (1970, diretto da Roy Ward Baker).
Il film si apre con una citazione del filosofo greco Platone; si legge: "I buoni sono quelli che si accontentano di sognare ciò che effettivamente fanno i cattivi".

## Distribuzione
Venne distribuito nelle sale cinematografiche spagnole il 30 settembre 1972.
In Italia venne distribuito nell'estate del 1974.
È noto anche con i titoli The Blood Spattered Bride e Blood Castle.